# Bergtandgärdsmyg
Bergtandgärdsmyg (Odontorchilus branickii) är en fågel i familjen gärdsmygar inom ordningen tättingar.

## Utseende och läte
Bergtandgärdsmygen är en liten sångarlik gärdsmyg. Fjäderdräkten är grå och vit, med tvärgående band på stjärt och undergump, brunaktig hjässa och svag streckning på huvudet. Lätena är mycket ljusa, med grusiga drillar och sirenliknande visslingar.

## Utbredning och systematik
Bergtandgärdsmyg delas in i två underarter:
- O. b. branickii – förekommer i tropiska och subtropiska östra Colombia, Ecuador, Peru och nordöstra Bolivia
- O. b. minor – förekommer i västra Anderna i södra Colombia och nordligaste Ecuador

## Levnadssätt
Bergtandgärdsmygen hittas i bergsbelägna molnskogar. Olikt andra gärdsmygar håller den sig högt uppe i trädtaket. Den ses nästan alltid som en del av kringvandrande artblandade flockar.

## Status och hot
Arten har ett stort utbredningsområde, men tros minska i antal, dock inte tillräckligt kraftigt för att den ska betraktas som hotad. Internationella naturvårdsunionen IUCN listar arten som livskraftig (LC).

## Namn
Fågelns vetenskapliga artnamn hedrar Konstanty Grzegorz Graf von Branicki (1824-1884), polsk zoolog och samlare av specimen som planerade att grunda ett museum.